# Arapiraca
Arapiraca är en stad och kommun i östra Brasilien och ligger i delstaten Alagoas. Den är delstatens näst största stad, med lite mer än 200 000 invånare i kommunen. Arapiraca är känd för sin tobaksindustri. Staden har en flygplats, Arapiraca Airport.

## Befolkningsutveckling
| Område     | Areal (km²)   | Invånarantal 1 augusti 2000 | Invånarantal 1 augusti 2010 | Invånarantal 1 juli 2014 |
| ---------- | ------------- | --------------------------- | --------------------------- | ------------------------ |
| Kommun     | 356,18        | 186 466                     | 214 006                     | 229 329                  |
| Centralort | Ingen uppgift | 152 354                     | 181 481                     | Ingen uppgift            |